# Guillaume Seznec
Guillaume Seznec (Plomodiern, 1º maggio 1878 – Parigi, 13 febbraio 1954) è stato il protagonista di un caso giudiziario francese.
Al caso di Guillaume Seznec sono stati dedicati film, sceneggiati televisivi e un ciclo di canzoni dei Tri Yann, presenti nell'album Portraits, riprese in massima parte da composizioni popolari.

## Biografia
Guillaume Seznec (in lingua bretone Gwilhoù Sezneg) era nato a Plomodiern, nel dipartimento del Finistère, in Bretagna, il 1º maggio 1878, da una famiglia contadina. In giovane età si era trasferito a Morlaix, sempre in Bretagna ma nel dipartimento delle Côtes d'Armor (allora chiamato Côtes du Nord), dove aveva avviato un'attività come falegname e commerciante di legname. Dotato di una spiccata propensione per gli affari, aveva ben presto fatto una discreta fortuna, si era sposato con una ragazza del luogo, Marie-Jeanne, dalla quale aveva avuto quattro figli.
Una vita normale e agiata; aveva stretto amicizia con un notabile del luogo, Pierre Quémeneur, persona dal carattere peraltro lontano dal suo; ove Seznec era taciturno e di abitudini sobrie, Quémeneur era un bon vivant impegnato in politica, consigliere regionale del Finistère e in procinto, con ottime speranze di riuscire, di essere eletto presidente dello stesso consiglio per un partito di ispirazione conservatrice.

### I fatti
All'alba del 25 maggio 1923 Guillaume Seznec lascia Morlaix diretto a Parigi a bordo di una vecchia automobile, una Cadillac che Seznec aveva acquistato dal Quémeneur, il quale l'aveva recuperata dalle eccedenze lasciate in Francia dall'esercito statunitense durante la prima guerra mondiale.
Pierre Quémeneur lo attende in un albergo di Rennes: i due si devono recare a Parigi, dove sperano di vendere l'automobile. Tuttavia la vettura è in condizioni pessime e Seznec deve fare fronte a continui guasti e forature, e all'impressionante quantità di benzina che la macchina richiede. Dopo che Seznec è arrivato a Rennes con grande ritardo, i due partono per Parigi; i continui guasti e le forature proseguono.
È già quasi notte, e per di più i fari non funzionano. Pierre Quémeneur, che ha un impegno importante a Parigi alle 10 del mattino dopo, chiede all'amico di lasciarlo ad una stazione ferroviaria dove avrebbe preso il treno per la capitale; Seznec lo avrebbe raggiunto in seguito con l'automobile. Alle 10 di sera Seznec lascia Quémeneur alla stazione di Houdan, a circa 60 chilometri da Parigi; è l'ultima volta che viene notato vivo. Guillaume Seznec prosegue da solo, come stabilito; ma dopo pochi chilometri, sulla salita di Millemont, la vecchia Cadillac si ferma. Seznec decide di pernottare in macchina e, il giorno dopo, invece di raggiungere Parigi, se la fa riparare alla meglio e preferisce tornare a Morlaix, dove giunge nel pomeriggio del 26 maggio non preoccupandosi di avere notizie dell'amico.

### L'arresto, le ipotesi e il processo
Qualche giorno dopo, stante la perdurante assenza di Quémeneur, scomparso senza lasciare traccia la sua famiglia accusa Seznec della sua uccisione. Nelle accuse si distinguerà il cognato di Quémeneur, il notaio Jean Pouliquen.
Le indagini poliziesche sono condotte dall'ispettore Vidal e da un celebre "superpoliziotto", l'ispettore Pierre Bonny (che, in seguito, aderirà al governo di Vichy del maresciallo Philippe Pétain, e sarà collaboratore della Gestapo; per questo verrà processato, condannato a morte e fucilato nel 1944). Tra le scarse prove a carico di Seznec vi sarebbe una macchina da scrivere che Seznec avrebbe acquistato a Le Havre e che sarebbe servita per compilare una promessa di vendita, fatta da Quémeneur a favore di Seznec, di un podere di campagna nell'isolata località di Traou-Nez.
La macchina da scrivere fu ritrovata a casa di Seznec, probabilmente (come fu accertato in seguito) sistematavi proprio dall'ispettore Bonny per "creare la prova". Poco prima di essere fucilato nel 1944, l'ispettore Bonny confesserà al figlio di "aver mandato al bagno un innocente". Non fu tenuto conto di una testimonianza di un pescatore che, una sera di fine maggio (cioè pochi giorni dopo la scomparsa di Quémeneur) aveva sentito, la sera, uno sparo provenire proprio dal podere di Traou-Nez; né del fatto che, molti anni dopo, quando Seznec era già al bagno penale, furono ritrovati seppelliti presso lo stesso podere dei resti umani e una cartuccia di fucile, che in seguito scomparvero dagli archivi giudiziari.
Infine, il grande accusatore di Seznec, il notaio Pouliquen, aveva un movente ben più valido di quello di Seznec: Quémeneur gli aveva infatti prestato una grossa somma di denaro (circa 160.000 franchi) per aprire il suo studio, e ne reclamava la restituzione.
Guillaume Seznec viene arrestato il 1º luglio 1923 e condotto in carcere a Quimper. Nella stessa città, sede della Corte d'Assise di Bretagna, nell'ottobre del 1924 si apre il processo. Il processo di primo grado, nella Francia di allora, prevedeva una sentenza inappellabile; l'avvocato difensore di Seznec, Kahn, è un giovane legale che diverrà in seguito uno dei principi del foro francesi, ma che era al suo primo grande processo.
Uno dei pochi testimoni a favore di Seznec, il bigliettaio di autobus François Le Her (che sposerà poi una figlia di Seznec, Jeanne, divenendo padre di Denis Seznec-Le Her), cerca di scagionare l'imputato. L'interrogatorio della moglie di Seznec, Marie-Jeanne, e dell'anziana madre si svolgono tra le lacrime; Marie-Jeanne non cesserà mai di credere nella totale innocenza del marito e di lottare per lui.
La tesi della colpevolezza di Seznec prevale tra i giurati con un solo voto di scarto; molti di loro, nel 1934, in piena campagna per la liberazione di Seznec, si pentiranno di quel voto e cercheranno invano di ritrattarlo. Seznec viene condannato il 4 novembre 1924 per omicidio di primo grado ai lavori forzati a vita. Il 12 gennaio 1925 viene rinchiuso nel bagno penale di Saint-Martin-de-Ré, noto per essere il "bagno di transito" per i condannati da deportare alla Caienna. Seznec vi resta rinchiuso per oltre due anni, potendo soltanto corrispondere, sotto censura, con la moglie. Nel frattempo quest'ultima e la famiglia devono subire la confisca del patrimonio familiare e la donna deve accettare i lavori più umili. La figlia maggiore di Seznec si farà suora per assistere i deportati e restare in qualche modo vicina al padre, ma muore all'età di soli 21 anni, nel 1930.

### La deportazione in Guyana francese
Due volte all'anno, la nave-cellulare La Martinière compiva il viaggio tra Saint-Martin-de-Ré e la Guyana francese per il trasporto dei deportati; il viaggio, di tre settimane, si svolgeva in condizioni pessime, con oltre 600 bagnards che venivano tenuti completamente nudi in alcune gabbie. Molti non raggiungevano la meta e i cadaveri venivano gettati in mare. La partenza di Guillaume Seznec era fissata per il 7 aprile 1927; poco prima di partire fece in tempo a scrivere un'ultima lettera alla moglie Marie-Jeanne:
Carissima Jeanne,
Per prima cosa, ti annuncio che non ho avuto più nessuna lettera da parte tua dal 23 scorso ; ma so che sono arrivate a Saint-Martin-de-Ré due lettere a mio nome. Tutte e due sono state trattenute dal sig. Direttore, e quindi sono senza tue notizie. La partenza è fissata per il 7 aprile, e vi sono compreso. Fra 9 giorni, dunque, carissima, dirò addio alla Francia, di cui non posso serbare un buon ricordo. Tuttavia, come ti ho già detto, nella mia vita eterna per te sarà il mio ultimo sospiro.
Oggi ti dico addio perché non ti vedrò mai più, e mai più i miei bambini ai quali non scrivo a parte perché non farebbe che accrescere il loro dolore. Abbracciali e baciali con tutte le tue forze da parte mia, e di' loro tutto quel che nel cuore ho dentro per loro perché so che le mie parole non potranno mai essere tanto chiare quanto ciò che indovinerai da sola.
Questa è l'ultima lettera che ti scrivo dalla Francia. Aggiungo « dalla Francia » perché non si sa mai, sai bene che il viaggio che mi stanno per far fare è terribile, specialmente nelle condizioni in cui lo facciamo. Ma stai sicura che, per me, la morte non è niente. È, anzi, una liberazione, soprattutto per chi non può avere nessuna speranza.
Ti prego, carissima Jeanne, non provare neppure a venirmi veder partire, perché il nostro dolore sarebbe troppo orribile, per l'uno e per l'altra. È stato così per tutti coloro che sono partiti nelle stesse condizioni.
Ti dico allora un'altra volta addio ! Addio, addio, addio ! Arrivederci in cielo !
Guillaume.»
Al che la moglie risponde con un breve telegramma quando il marito è già partito:
ric.: Saint Martin de Ré (Bassa Charente) 7 – 4 – 27.
Ricevuta notizia troppo tardi. Parti felice Guillaume mio. Niente è più bello della morte di un martire. Porta con te mio cuore. Non abbandonarlo mai. La lotta continua. Starò salda fino alla morte. Nessun addio.
Marie-Jeanne.»
Il deportato a vita Guillaume Seznec arriva in Guyana francese, nel porto di Saint-Laurent-du-Maroni, il 30 aprile 1927.

### Alla Cajenna e all'Isola del Diavolo. La campagna per Seznec
All'arrivo a Saint-Laurent-du-Maroni, sul fiume Maroni, nella foresta amazzonica, i deportati dovevano affrontare malattie endogene spesso mortali, come la malaria e la lebbra.  Nel bagno, il cosiddetto Tribunal Maritime Spécial può condannare i reclusi all'isolamento, nella totale oscurità, per un periodo fino a cinque anni; oppure ordinare la condanna a morte, per la quale funge da boia un volontario tra i forzati.
A Guillaume Seznec viene attribuito il numero di matricola 49 302. Le condizioni di vita sono dure: un clima caldissimo e umido, con piogge torrenziali; i guardiani (chaouchs) usano una brutale violenza sui condannati e sono in gran parte dediti all'alcool. Tra i forzati stessi regnano il terrore e la legge del più forte.
Guillaume Seznec medita di evadere e comincia a studiare e mettere in atto un progetto, ma viene scoperto. Il 26 novembre 1928 compare dinanzi al Tribunal Maritime Spécial, che lo condanna ad essere deportato nel bagno penale sulle Isole della Salvezza (Îles du Salut), un arcipelago di tre isolotti al largo di Kourou. Da quelle isole è impossibile evadere: le acque circostanti sono battute da correnti fortissime e abitate da squali. Seznec viene dapprima deportato nella maggiore delle Isole della Salvezza, l'Isola Reale (Île Royale). Qui continua a preparare progetti di evasione: viene ancora scoperto e deve comparire nuovamente davanti al TMS.
Guillaume Seznec venne condannato a cinque anni di isolamento nell'Isola del Diavolo, la stessa dove era stato rinchiuso Alfred Dreyfus. Là dovrà vivere rinchiuso in permanenza in una cella di ferro di sei metri di lunghezza per due di larghezza, nella quasi totale oscurità e sorvegliato dall'alto dai guardiani. In quella stanza, è di regola il silenzio assoluto: vi è una sola uscita al mese e nell'occasione il condannato deve far passare la testa attraverso uno sportello, per farsela rasare.
Lo stato di salute di Guillaume Seznec peggiora. Il medico del bagno intercede in suo favore riuscendo, dopo sei mesi, ad ottenere che la punizione venga annullata. Il giorno stesso della sua liberazione, Seznec viene informato della morte della moglie, avvenuta il 14 maggio 1931, e fatto tornare all'Isola Reale, dove rimane in condizioni meno dure occupandosi, tra le altre cose, di un semaforo marittimo.
Nel 1938, con il governo del Fronte Popolare di Léon Blum e di Édouard Daladier, viene approvata una legge che prevede la soppressione del bagno penale della Guyana, un'istituzione ritenuta indegna. Viene comunicato a Seznec che la sua pena restante è commutata in vent'anni di bagno; il termine della pena è quindi previsto per il 1958, quando Guillaume Seznec avrà ottant'anni. Sotto l'occupazione e il governo di Vichy, le condizioni di vita in Guyana si fanno ancora più dure. Nel 1943-1944, l'arrivo degli americani e di un'amministrazione gollista migliorano le condizioni.
Durante la detenzione di Seznec, in Bretagna viene condotta una campagna per la sua riabilitazione, con alla testa sua moglie Marie-Jeanne, sua madre e, in seguito, la sua figlia minore, Jeanne (che nel frattempo ha sposato François Le Her), appoggiata dal giornalista Émile Petitcolas, dal giudice in pensione Victor Hervé, da Françoise Bosser della Lega dei Diritti dell'Uomo e da altri. Nel 1934 sei dei giurati di Quimper che avevano votato per la colpevolezza di Seznec se ne pentono e richiedono inutilmente la revisione del processo. Lentamente l'opinione pubblica passa dalla parte del condannato, che sarà infine graziato il 2 febbraio 1946 dal generale De Gaulle.

### La grazia, il ritorno in Francia e la morte
Nel 1946, a quasi ventidue anni dalla condanna, diciannove dei quali passati nei terribili bagni penali della Guyana, appare evidente che Guillaume Seznec è stato vittima di un errore giudiziario. Ma la giustizia francese non contempla la revisione del processo e, sebbene Seznec abbia sempre rifiutato categoricamente di chiederla, il nuovo presidente francese De Gaulle gli concede la grazia il 2 febbraio dello stesso anno. Il provvedimento resta però a lungo inapplicato: Seznec deve passare ancora un anno e mezzo in Guyana prima che venga effettivamente rilasciato, il 23 giugno 1947.
Guillaume Seznec si imbarca, da uomo libero, sul piroscafo Le Colombie; arriva a Le Havre il 1º luglio 1947, esattamente ventiquattro anni dopo il suo arresto. Tutta la sua famiglia lo attende, assieme ad una folla ed ai giornalisti. A bordo del Colombie gli viene scattata una foto: Seznec ha 69 anni, ma ne dimostra molti di più. A Le Havre, Seznec sbarca in segreto da un'uscita secondaria per sfuggire alla calca.
Tornato a Morlaix, va a vivere con la figlia minore, Jeanne, che nel frattempo si è sposata con il suo antico testimone di difesa, François Le Her, dal quale ha avuto dei figli; tra di essi vi è Denis Seznec-Le Her. Non cessa di proclamare la sua innocenza nelle conferenze e nelle interviste.
La sera del 14 novembre 1953 Guillaume Seznec si trova a Parigi proprio per una conferenza: in pieno centro, viene investito da un furgone, il cui conducente si dà alla fuga. Riporta ferite gravissime e sorgono i primi dubbi sull'accaduto: si ipotizza un incidente o un tentativo di omicidio. Un testimone oculare afferma che Seznec sarebbe stato spinto sotto le ruote dell'autoveicolo. Il 13 febbraio 1954, all'età di 76 anni, Guillaume Seznec muore in seguito alle ferite riportate nell'incidente: aveva passato un terzo della sua vita da prigioniero, con tutta probabilità innocente.

## Il tentativo di revisione del processo e di riabilitazione
Per moltissimi anni il nipote di Guillaume Seznec, Denis Seznec-Le Her, andrà rifacendo l'inchiesta, cercando testimoni e documenti, riaprendo fascicoli ufficiali, reclamando nuove perizie. Grazie a lui e alla vicenda di suo nonno, il 23 giugno 1989, il parlamento vota all'unanimità una legge che per la prima volta nella storia francese mette in discussione l'infallibilità della giustizia ed ammette la possibilità che un processo possa essere rivisto, anche post mortem. Alla legge viene dato il nome di legge Seznec (Loi Seznec).
Nel 1992 Denis Seznec pubblica un libro sulla vicenda, Nous, les Seznec.
Nel frattempo Denis Seznec e i suoi legali fanno continue domande per la revisione del processo; l'11 aprile 2005 la Corte Suprema francese accetta finalmente la revisione. La relativa domanda e il dossier portano il numero 001: il primo caso di apertura di un procedimento di revisione processuale in Francia.
Il 14 dicembre 2006 l'annullamento della condanna di Seznec è tuttavia respinto dalla Cour de Révision, la quale ha giudicato che non esistere alcun nuovo elemento capace di mettere in dubbio la colpevolezza di Guillaume Seznec, sebbene la dichiarazione dell'ispettore Bonny sia un elemento interessante, se non nuovo.

## Luogo di sepoltura
Guillaume Seznec è sepolto a Morlaix; la figlia Jeanne (morta nel 1994) si trova con lui nella tomba.